# 21st Century Breakdown (àlbum)
21st Century Breakdown és el vuitè àlbum d'estudi de la formació estatunidenca de punk rock Green Day. És la segona rock opera de la banda, després d'American Idiot.

## Guardons
Premis
- 2010: Grammy al millor àlbum de rock[3]